# Uracane
Uracane ist eine Insel der Bissagos-Inseln in Guinea-Bissau. Die Insel zählt 1181 Einwohner. Sie ist Teil des Uno-Sektors in der Bolama-Region. Die Insel liegt nordöstlich von Uno und südlich von Formosa und erstreckt sich über 7,6 Kilometer in Nord-Süd-Richtung und 12,3 Kilometer in Ost-West-Richtung.
Auf der Insel herrscht ein tropisches Klima. Die durchschnittliche Jahrestemperatur in der Region beträgt 22 °C. Der wärmste Monat ist der November mit einer Durchschnittstemperatur von 26 °C, der kälteste der Juni mit 21 °C. Die durchschnittliche jährliche Niederschlagsmenge beträgt 2077 Millimeter. Der regenreichste Monat ist der August mit durchschnittlich 591 mm Niederschlag, der trockenste ist der Februar mit 1 mm Niederschlag.